# Łukasz Smuglewicz

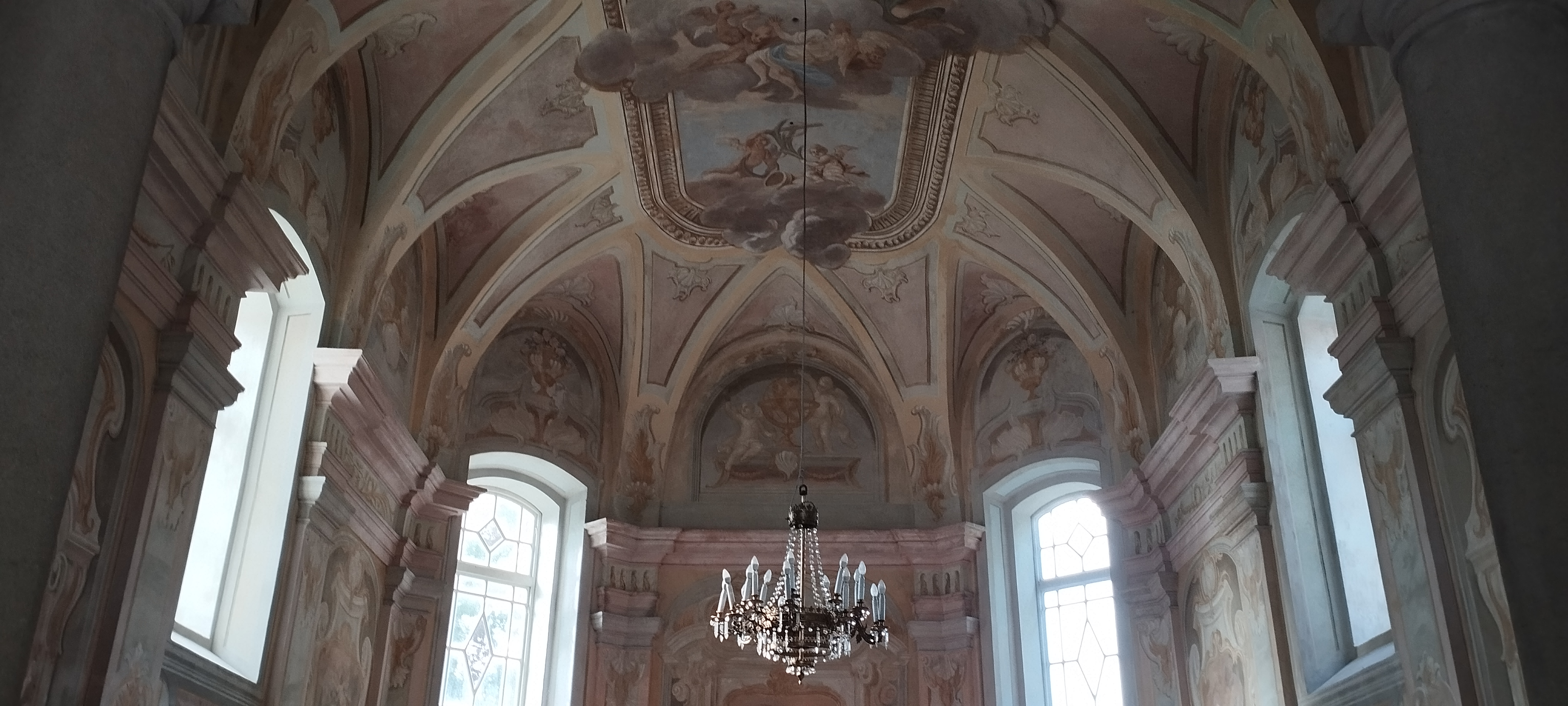
Innenraum der Johanneskirche in Zwierzyniec

Łukasz Smuglewicz (* 1709 in Warschau; † 28. Oktober 1780, ebenda) war ein polnischer Maler des Spätbarocks und Rokoko.

## Leben und Werk
Er war Schüler von Johann Samuel Mock und eröffnete um 1750 selbst eine Malerschule im Haus unter der Fortuna am Altstadtmarkt von Warschau.
Seine Arbeiten sind noch in der Johanneskirche in Zwierzyniec und der Nikolauskirche in Pidhirzi. Er entwarf einen Bauplan für den Tempel der Göttlichen Vorsehung, der nicht realisiert wurde.
Er heiratete Regina Olesińska, mit der er die beiden Söhne Antoni Smuglewicz und Franciszek Smuglewicz hatte, welche beide ebenfalls Maler und seine Schüler wurden. Sein Neffe Szymon Czechowicz war ebenfalls Maler in Warschau.

## Bibliografie
- Zbigniew Michalczyk, Warszawski malarz Łukasz Smuglewicz. Nowe ustalenia i hipotezy, [w:] Zbigniew Michalczyk, Andrzej Pieńkos i Michał Wardzyński (red.), Kultura artystyczna Warszawy XVII–XXI, 2010, S. 177–191, ISBN 978-83-7543-175-9.